# Самушия, Саба
Саба Самушия (груз. საბა სამუშია; род. 7 ноября 2006, Зугдиди, Грузия) — грузинский футболист, нападающий молодежной команды клуба «Риу Аве» и сборной Грузии до 19 лет.

## Карьера
Выступал за молодежные команды кипрского «Анортосиса» и тбилисского «Динамо». В марте 2024 года стал игроком дубля последних в Первой лиге Грузии. В апреле дебютировал в Эровнули лиге в матче с «Самгурали». Летом сыграл в двух матчах квалификации Лиги Конференций УЕФА с черногорским «Морнаром». В феврале 2025 года перешел в «Риу Аве», где выступал за молодежную команду.

## Карьера в сборной
Играл за национальные команды Грузии до 17 и 19 лет.